# Seegräben
Seegräben (zürichdeutsch Seegrebe) ist eine politische Gemeinde im Kanton Zürich, Schweiz. Sie liegt im Zürcher Oberland und gehört zum Bezirk Hinwil.

## Wappen
Blasonierung
Geteilt, oben in Blau ein silberner Einbaum, unten aus der Teilung viermal von Gold und Blau geständert
Der Einbaum im Wappen steht in einem Zusammenhang mit den Pfahlbauern. Jakob Messikommer (Robenhausen/Wetzikon) erforschte 1858 im Robenhauser Ried, auf Gemeindegebiet von Seegräben, eine Pfahlbausiedlung und leistete damit wesentliche Grundarbeiten zur Pfahlbauerforschung.

## Geographie

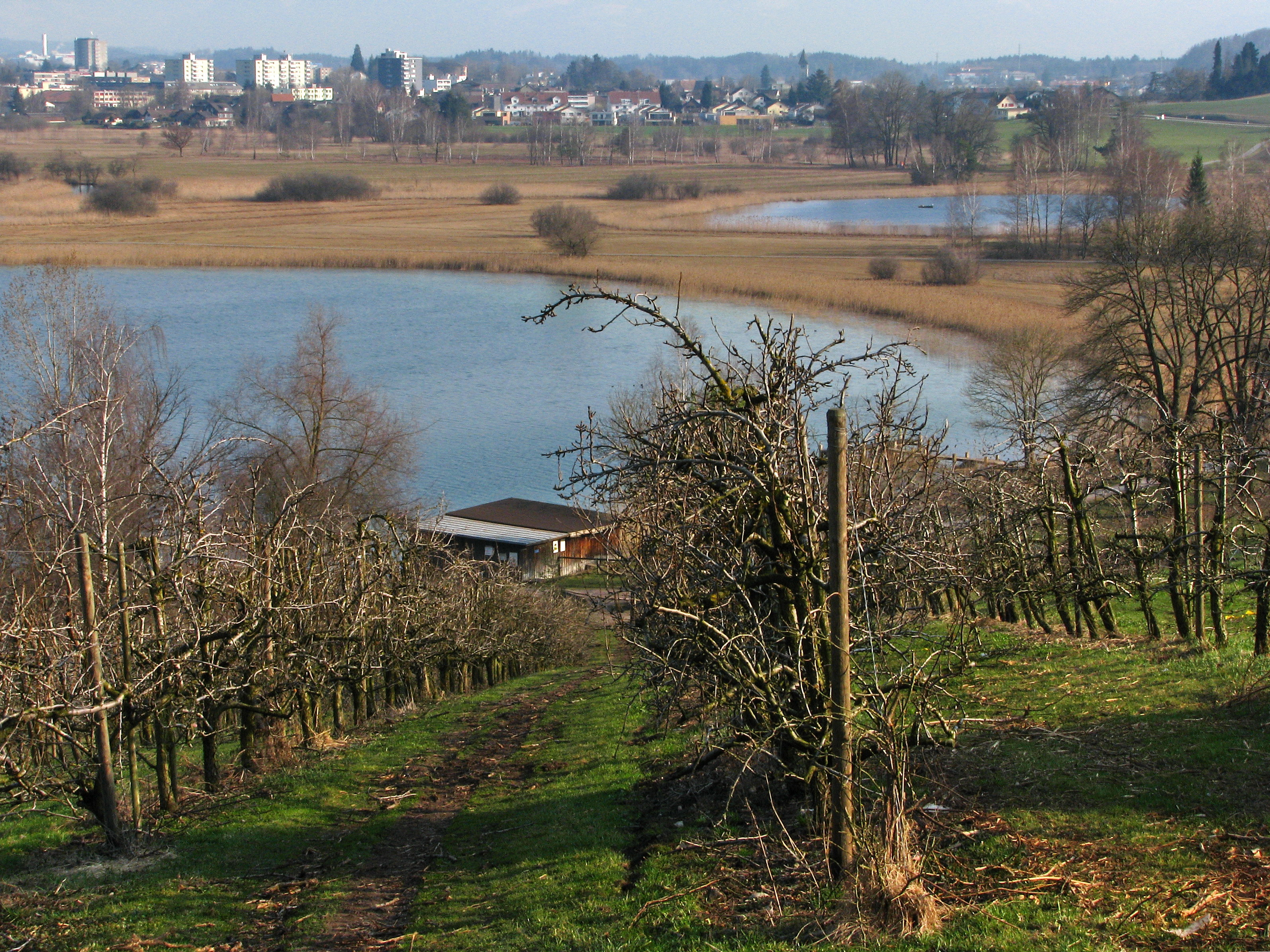
Riedgebiete bei Seegräben, Wetzikon-Robenhausen im Hintergrund

Zur Gemeinde Seegräben gehören die Dorfteile Seegräben, Aathal, Ottenhausen ZH, Steinberg, Aretshalden, Wagenburg und Sack. Sie liegt unmittelbar am südwestlichen Ende des Pfäffikersees in einer sanfthügeligen Landschaft.
Am Seeufer entlang erstrecken sich einige grosse Riedgebiete, welche zum national geschützten Naherholungsgebiet rund um den See gehören. Von der Gemeindefläche dienen 49,9 % der Landwirtschaft, 15,5 % ist mit Wald bedeckt, 5,3 % ist Verkehrsfläche und 10,4 % Siedlungsgebiet, 10,4 % sind Gewässer.
Die Topographie ist geprägt durch die Moränen des Linthgletschers, welcher sich während der letzten Eiszeit über das Gebiet erstreckte. Der Aabach durchfliesst ein Tal, an dessen steilen Flanken sich die typische Nagelfluh (Aathalschotter) zeigt. Darin finden sich zahlreiche kleinere und grössere Grotten. Die grösste davon, die sogenannte Franzosenhöhle, ist ca. 24 Meter lang und bis zu 2 Meter hoch. Koord. 699'803/244'000.

## Bevölkerung
Am 31. Dezember 2024 lebten in der Gemeinde Seegräben 1447 Menschen.

### Religion
Am 31. Dezember 2024 gehörten 36,48 Prozent der Bevölkerung der evangelisch-reformierten Kirche und 16,10 Prozent der römisch-katholischen Kirche an.

## Politik

### Gemeinde
Gemeindepräsident ist Marco Pezzatti (FDP) (seit 2014)
Legislative ist die Gemeindeversammlung.
| Mitglieder des Seegräber Gemeinderats (2022–2026) | Mitglieder des Seegräber Gemeinderats (2022–2026) | Mitglieder des Seegräber Gemeinderats (2022–2026)   | Mitglieder des Seegräber Gemeinderats (2022–2026) |
| Name                                              | Amtsantritt                                       | Ressort                                             | Partei                                            |
| ------------------------------------------------- | ------------------------------------------------- | --------------------------------------------------- | ------------------------------------------------- |
| Marco Pezzatti                                    | 2010 / 2014                                       | Gemeindepräsident/Präsidiales und Tiefbau & Planung | FDP                                               |
| Michael Berchtold                                 | 2010                                              | Sicherheit                                          | parteilos                                         |
| Markus Frischknecht                               | 2022                                              | Bildung (Schulpräsident)                            | parteilos                                         |
| Katharina Hefti                                   | 2010                                              | Gesellschaft & Gesundheit                           | parteilos                                         |
| Reto Gasser                                       | 2018                                              | Hochbau & Kommunikation                             | SVP                                               |
| Nicole Fuchs                                      | 2015                                              | Soziales                                            | parteilos                                         |
| Patrik Jenal                                      | 2022                                              | Finanzen & Umwelt                                   | SVP                                               |

### Kantonsratswahlen
Bei den Kantonsratswahlen 2019 betrugen die Wähleranteile in Seegräben: SVP 33,28 %, FDP 18,76 %, Grüne 14,56 %, glp 11,16 %, SP 10,2 %, EVP 5,02 %, CVP 2,07 %, BDP 1,85 %, EDU 1,75 %, AL 1,36 %.

### Nationalratswahlen
Bei den Nationalratswahlen 2023 betrugen die Wähleranteile in Seegräben: SVP 43,93 % (+9,52), glp 12,18 % (−0,14), Grüne 10,08 % (−5,83), Mitte 8,33 % (+3,65), FDP 8,32 % (−3,41), SP 7,20 % (−6,01), EVP 3,95 % (−0,33), EDU 1,58 (+0,20).

## Wirtschaft

Luftbild Spinnerei Streiff in Aathal im Aatal von Walter Mittelholzer (1894–1937). Bild entstand gemäss ETH zwischen 1918 und 1937.

Im 19. Jahrhundert sorgte die Textilindustrie im Aathal für einen wirtschaftlichen Aufschwung. In jener Zeit wandelte sich die Gemeinde von einem Bauerndorf zu einem wichtigen Industriestandort. Die Landwirtschaft verlor gegenüber der industriellen Produktion an Bedeutung.
Heute ist die Gemeinde vor allem als Wohngemeinde geschätzt, die über eine gute Verkehrsanbindung an das Schienennetz und das kantonale Strassennetz nach Zürich verfügt. Die S-Bahn Zürich bedient die Station Aathal mit der S 14 Affoltern a. A. – Altstetten – Zürich HB – Oerlikon – Wallisellen – Hinwil . Ab dem Jahr 2020 läuft ein Pilotversuch der Buslinie 846 jeweils von Mai bis Oktober an den Wochenenden im Halbstundentakt zwischen Uster, Bahnhof und Seegräben, Gemeindehaus.
Durch die Schliessung der Poststelle und des bedienten Bahnhofs hat die Gemeinde jedoch einiges an Infrastruktur verloren. Im ehemaligen Industriegebiet haben sich mehrere Firmen, unter anderem ein Autohändler, Otto's und das Sauriermuseum Aathal, angesiedelt.
Die Jucker Farm AG ist eine der grössten Firmen in Seegräben. Schweizweit betreibt sie mehrere Bauernhöfe mit Hofrestaurant. Der Detailhändler Coop verkauft mehrere Produkte vom Juckerhof. Bekannt wurde der Bauernhof durch die Kürbisausstellung, die jedes Jahr stattfindet und von grossen Unternehmen wie dem Europapark gemietet wird.
Der Dorfteil Sack beherbergt das Schulheim Villa RA.

## Sehenswürdigkeiten

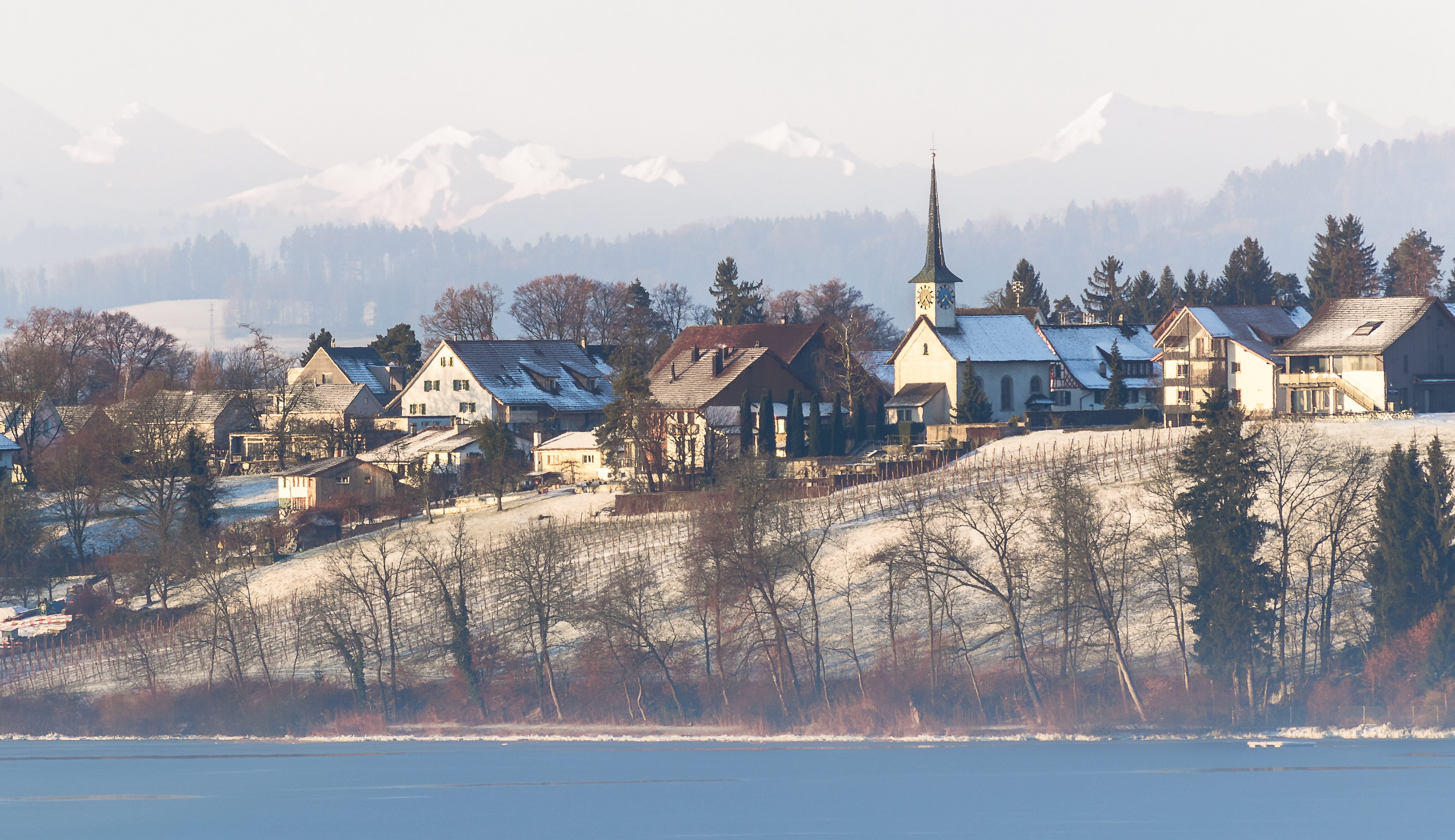
Blick auf die Gemeinde Seegräben vom Kastell Irgenhausen

Aathal Seegräben, historisches Luftbild von 1919, aufgenommen aus 300 Metern Höhe von Walter Mittelholzer

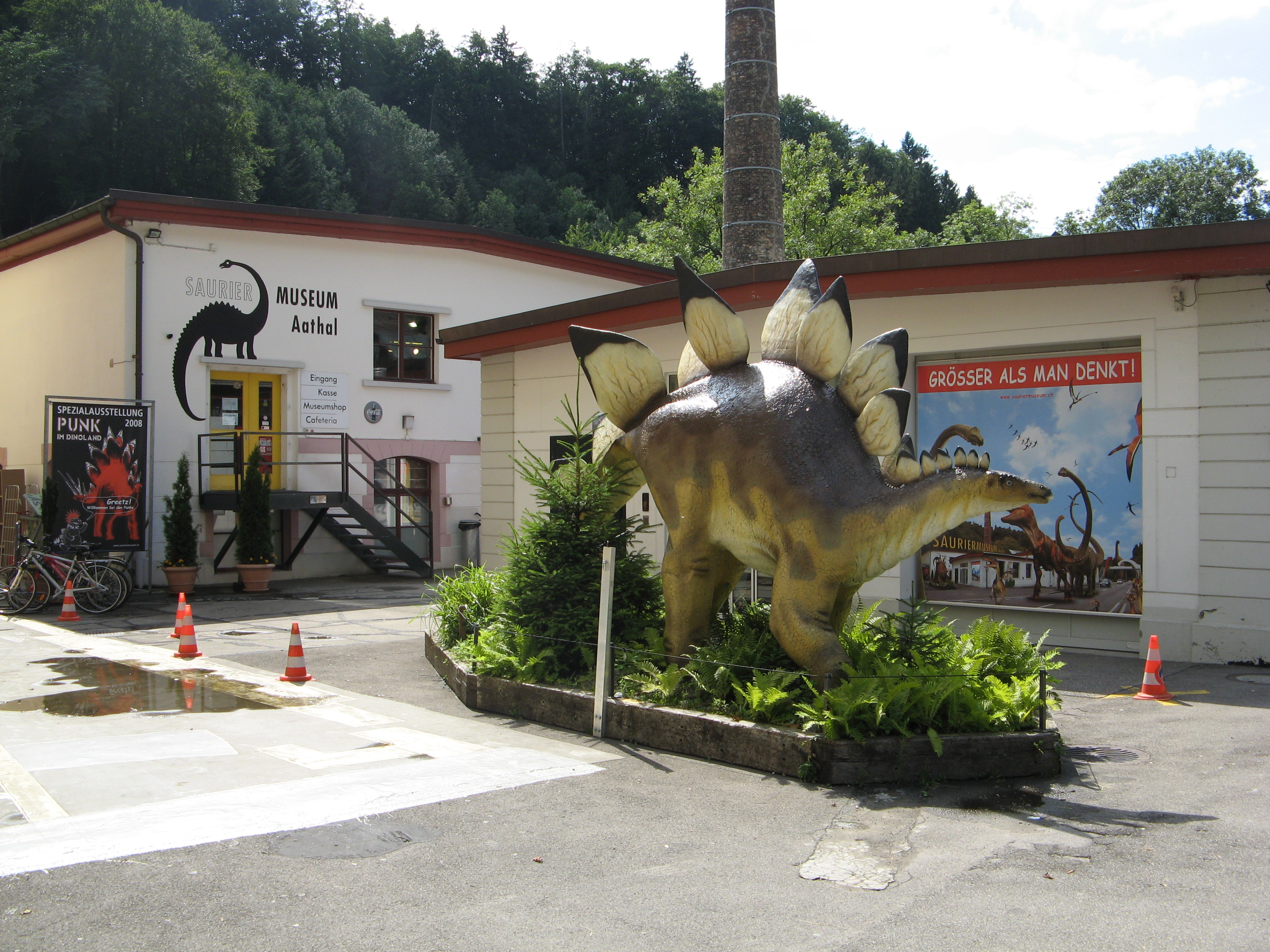
Saurier-Museum

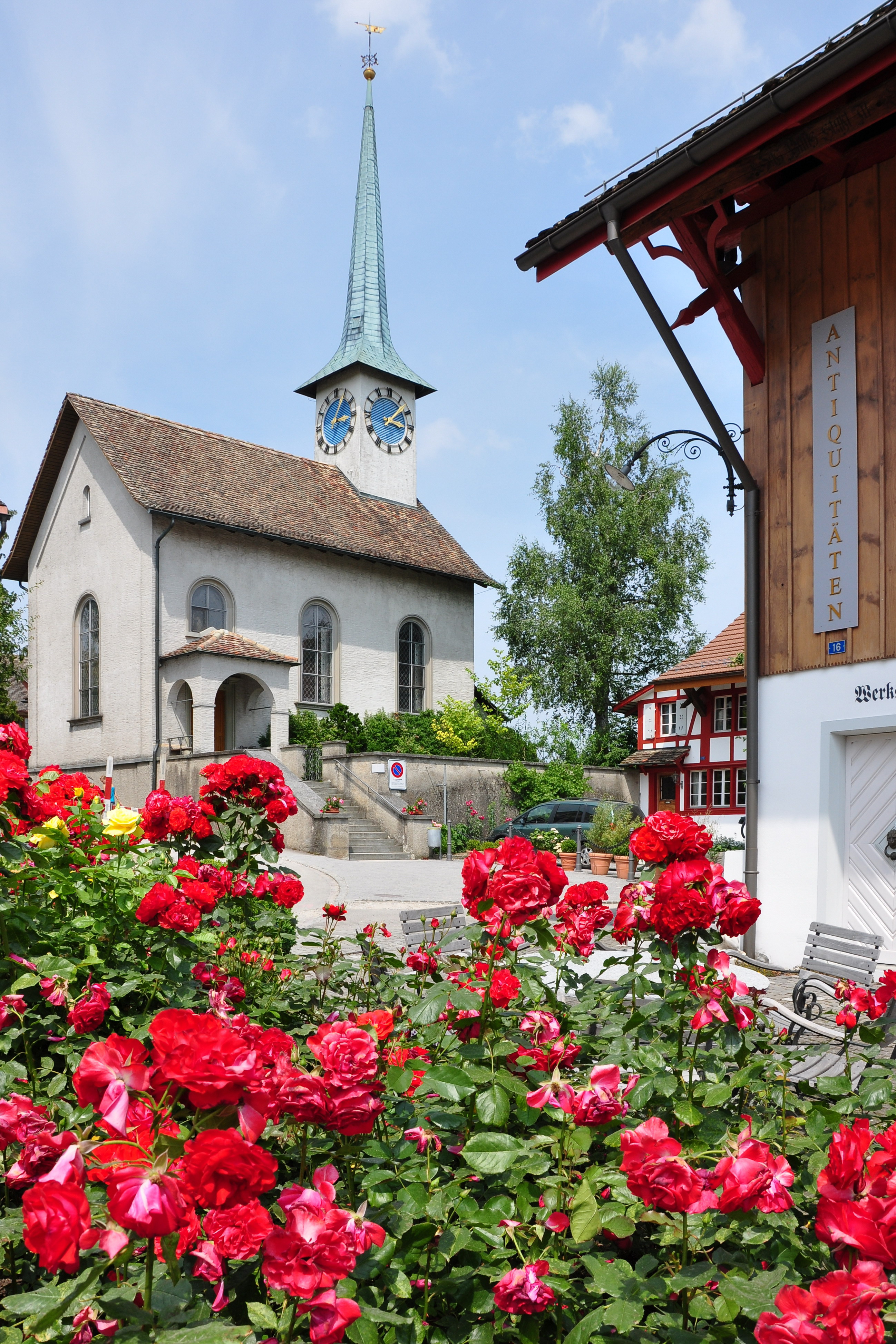
Kirche Seegräben in Blickrichtung Pfäffikon ZH

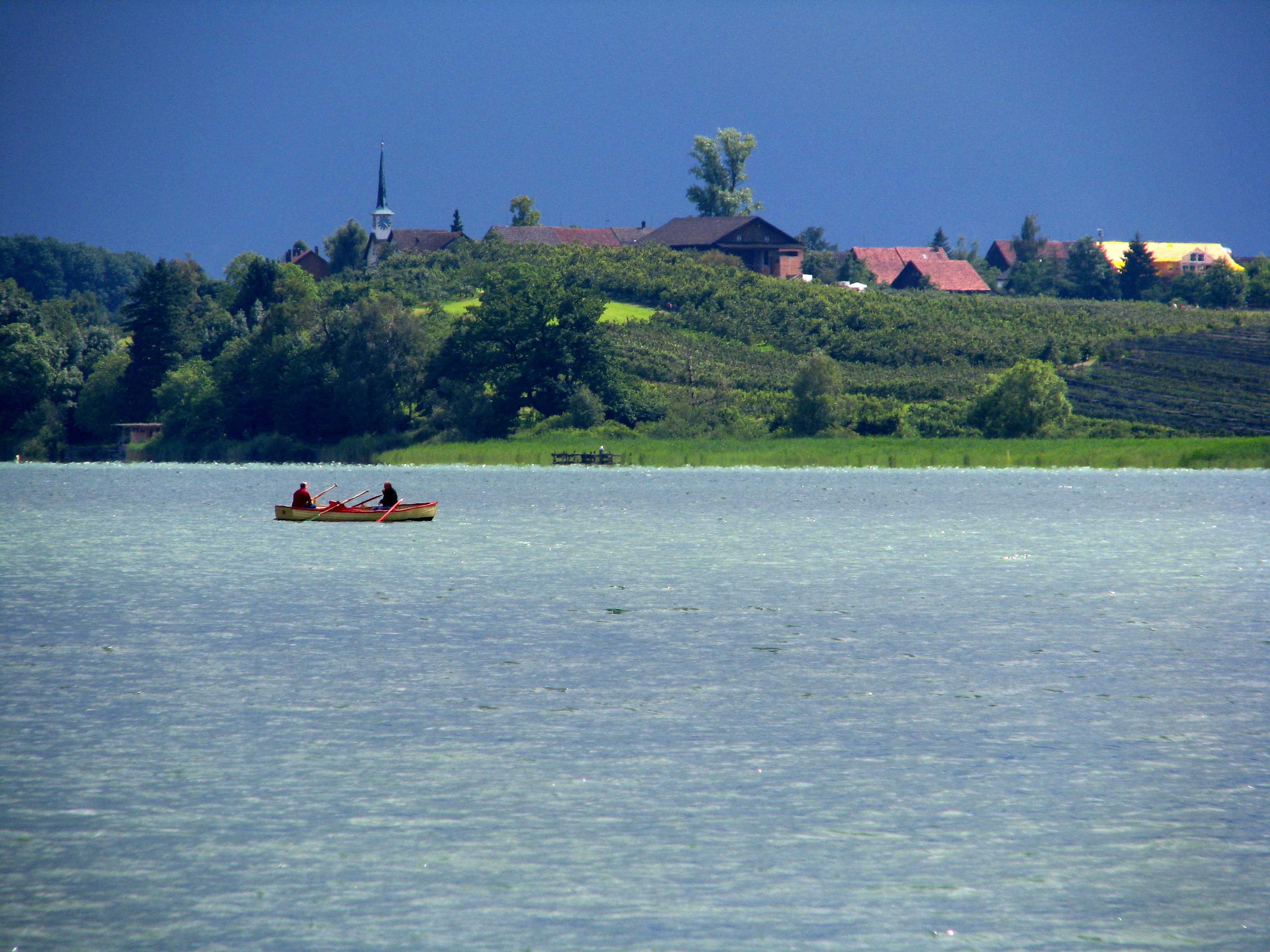
Pfäffikersee mit Seegräben von Pfäffikon aus gesehen

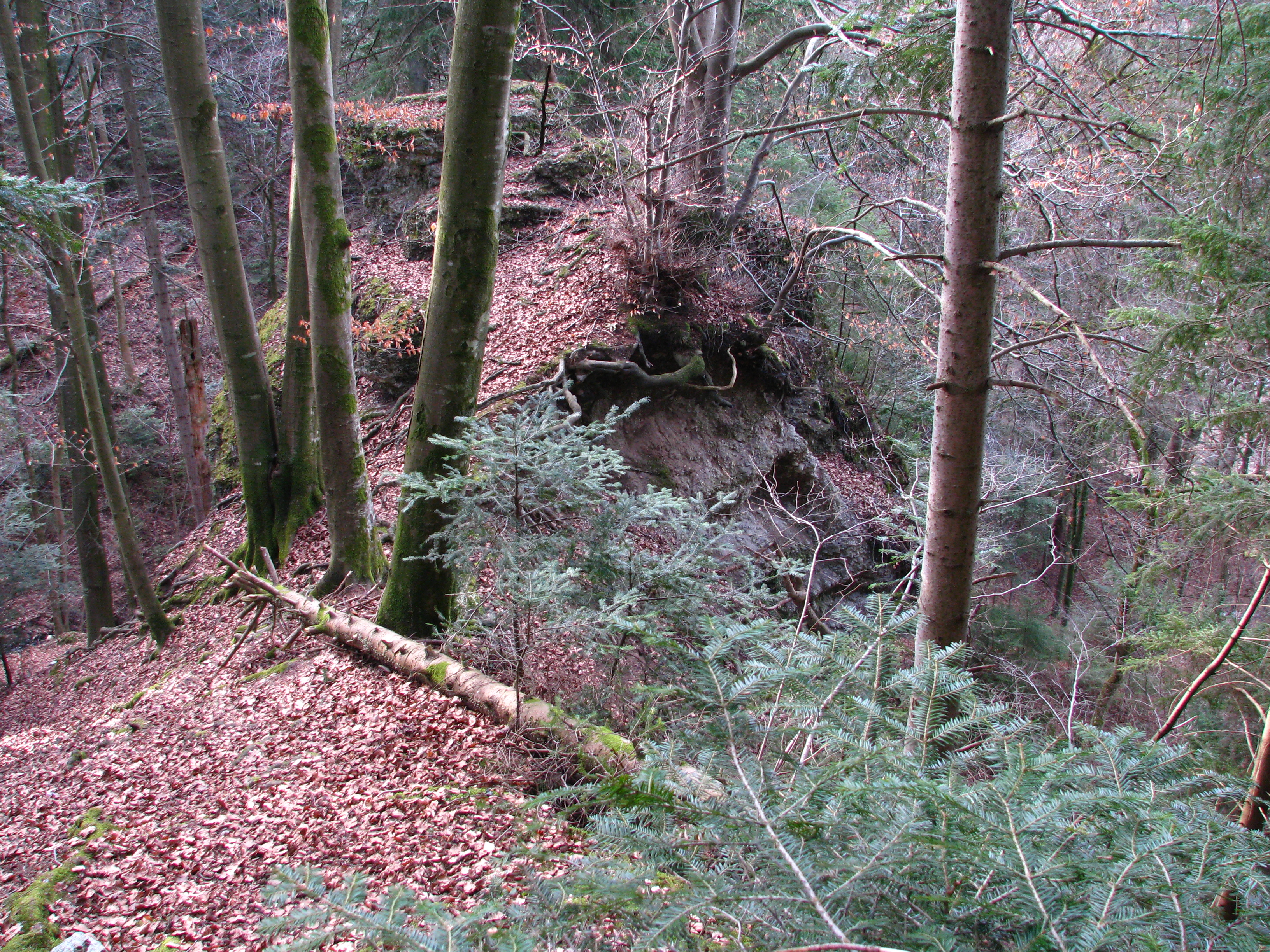
Auf der Heidenburg im Ortsteil Sack, rechts das Tal des Aabachs

Bekannt ist das Sauriermuseum Aathal im gleichnamigen Dorfteil mit jährlich rund 100'000 Besuchern, es ist damit eines der meistbesuchten privaten Museen der Schweiz.. Zudem beherbergt die Gemeinde einen Abschnitt des Industriepfades Zürcher Oberland. Die Industrieanlagen in Aathal sind denkmalgeschützt und dank ihrem guten Zustand wichtige Zeugen der wirtschaftlichen Blütezeit des Zürcher Oberlandes im 19. und 20. Jahrhundert.
Das Dorfbild von Seegräben ist von überregionaler Bedeutung. Mitte November findet entlang der Dorfstrasse der Weihnachtsmarkt «Winterzauber» statt.
Im Dorfkern, direkt neben der Kirche, befindet sich der Bauernhof der Familie Jucker, auf dem ab 1998 von Ende August bis Anfang November die grösste Kürbisausstellung der Schweiz stattfand. Schon 1999 sollen 300'000 Besucher alleine während der Kürbis-Saison den Hof aufgesucht haben. Der Bauernhof wandelte sich laut NZZ bis ins Jahr 2022 zu einem «Selbstbedienungslokal mit Spielplatz und Streichelzoo» und beschäftigt hunderte von Mitarbeitern. Die Lokalitäten dienen auch Seminar- und Weiterbildungszwecken.
Im Dorfteil Sack finden sich Überreste eines früheren Schutzwalls, die sogenannte Heidenburg, welche jedoch durch den geplanten Autobahnbau akut bedroht ist. Zudem wurden in Ottenhausen Funde gemacht, welche auf die Existenz eines römischen Gutshofs sowie einer römischen Strasse hindeuten, welche vermutlich im Zusammenhang mit dem Römerkastell Irgenhausen standen.
Der Pfäffikersee, an welchem Seegräben liegt, ist dank seinen national geschützten Riedgebieten ein beliebtes Ausflugsziel und Erholungsgebiet.

## Kultur
In der Kirche Seegräben finden regelmässig Orgelzyklen und andere Konzerte statt.

## Persönlichkeiten
- Heinrich Berchtold (1844–1907), Unternehmer und Politiker
- Edwin Messikommer (1891–1983), Algenforscher
- Bruno Boesch (1911–1981), Professor für Germanistik an der Universität Freiburg i. Br.